# Seconde guerre Koryŏ-Khitan
 (signalé en mai 2025).
Si vous disposez d'ouvrages ou d'articles de référence ou si vous connaissez des sites web de qualité traitant du thème abordé ici, merci de compléter l'article en donnant les références utiles à sa vérifiabilité et en les liant à la section « Notes et références ».
- Archive Wikiwix
- Bing
- Cairn
- DuckDuckGo
- E. Universalis
- Gallica
- Google
- G. Books
- G. News
- G. Scholar
- Persée
- Qwant
- (zh) Baidu
- (ru) Yandex
- (wd) trouver des œuvres sur Wikidata

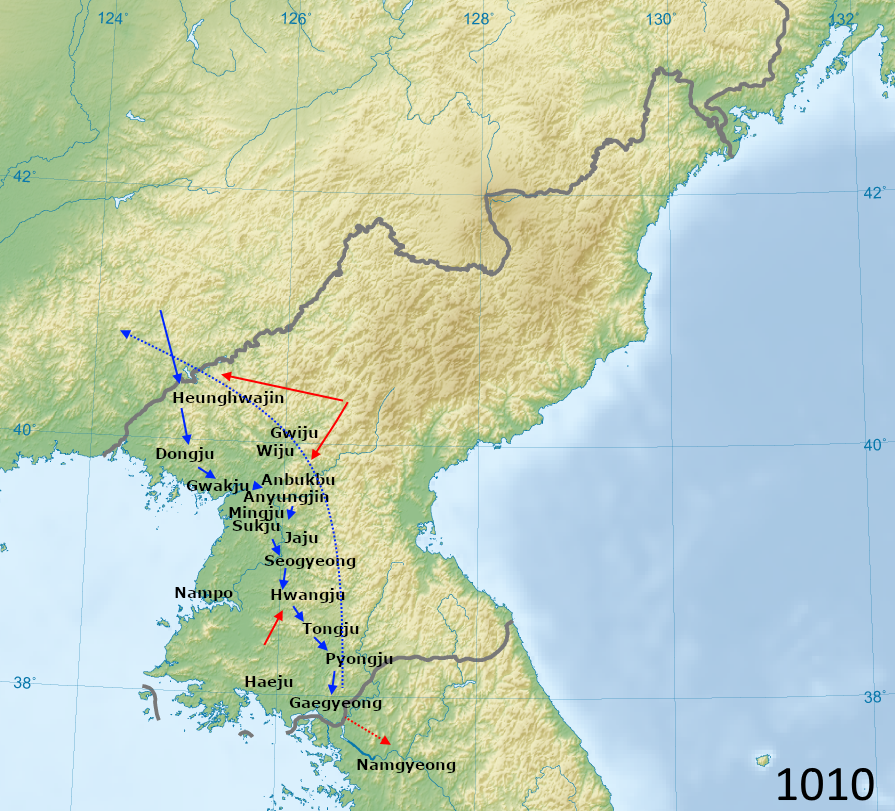
Carte de l'invasion de la Corée par les Khitans en 1010-1011.

La Seconde guerre Koryŏ-Khitan (hangeul : 제2차 고려-거란 전쟁 ; hanja : 第二次高麗契丹戰爭) est un conflit qui oppose de 1010 à 1011 les forces du régime coréen du Koryŏ à une force d'invasion Khitans de la dynastie Liao.
À la suite de la première guerre Koryŏ-Khitan de 993, le Koryŏ se retrouve dans une position tributaire vis-à-vis des Khitans. Ceux-ci ont soutenu l'accession au pouvoir du roi Mokjong. Lorsque ce dernier est assassiné par le général Gang Jo (en), les forces Khitans utilisent le prétexte pour envahir le pays, et mettre à sac la capitale Kaesŏng. Ils parviennent à tuer le général Gang Jo (en) lors d'une bataille, mais doivent se replier au-delà de la frontière de peur d'être submergés par une contre-attaque coréenne.
Des escarmouches le long de la frontière ont lieu en 1015, 1016, et 1017, qui dégénère en en un troisième conflit en 1018.